# Vitelo (animal)

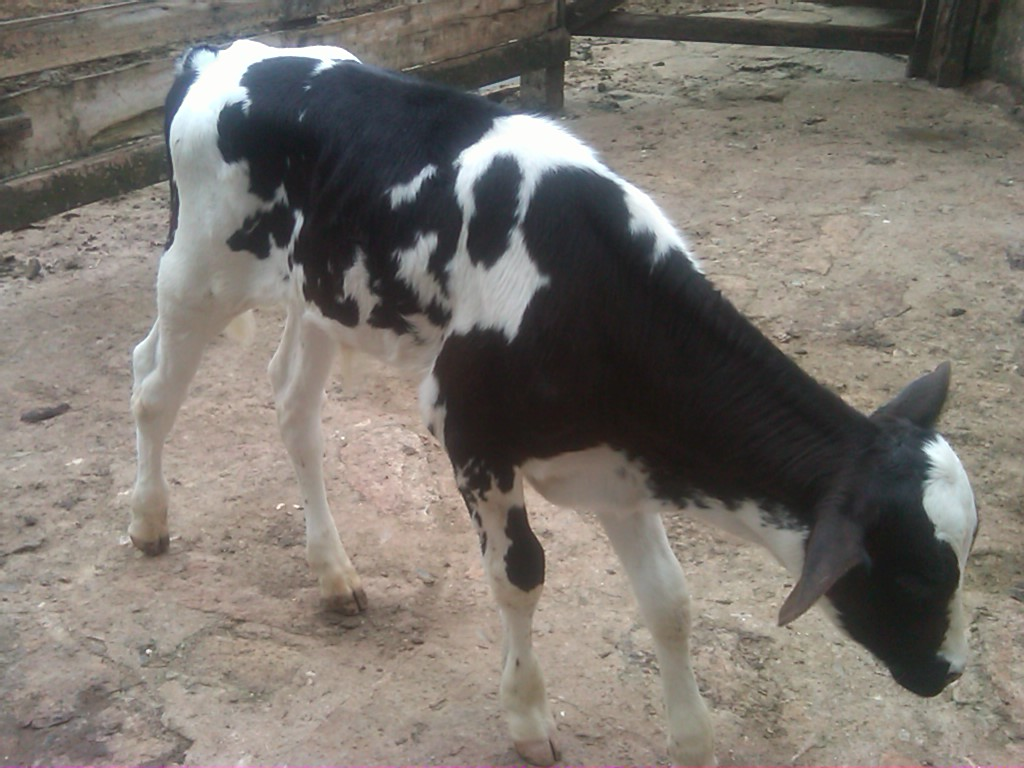
Um bezerro.

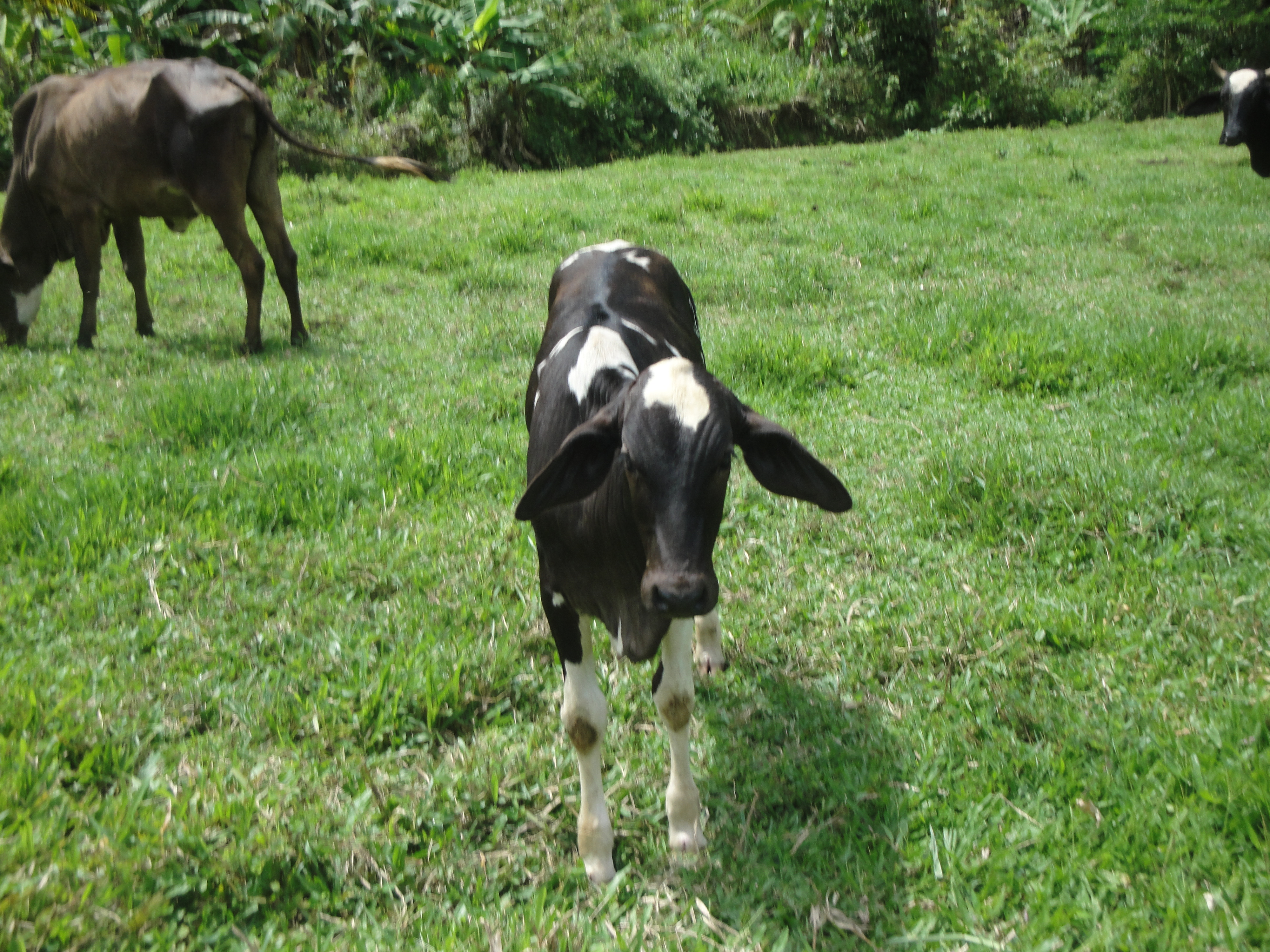
Vitelo em um pasto.

Vitelo, viterlor, terneiro, bezerro, novilho ou anojo são termos utilizados para descrever o boi que se encontra na idade de 1 a 6 meses, impróprio ainda para o abate, mas tem larga utilização na recria, que é a venda desses animais para um outro produtor engordar e abater. Sua carne é chamada vitela.
Finas peles de vitelos eram usadas no final da Antiguidade e início da Idade Média na preparação do chamado papel velino, que era utilizado então na produção de códices e livros.
O vitelo alimenta-se principalmente do leite materno e água.
Quando atinge a maioridade vai variando a sua alimentação, deixando de necessitar do leite da sua progenitora.